# Clic bilabial
 (juin 2015).
Si vous disposez d'ouvrages ou d'articles de référence ou si vous connaissez des sites web de qualité traitant du thème abordé ici, merci de compléter l'article en donnant les références utiles à sa vérifiabilité et en les liant à la section « Notes et références ».
Les clics bilabiaux sont une famille de consonnes à clic que l'on trouve uniquement dans les langues tuu d'Afrique australe, et dans le langage rituel damin (en) d'une tribu aborigène d'Australie.
Le symbole dans l'alphabet phonétique international représentant l'articulation antérieure de ces sons est ʘ. Il doit être combiné à un second symbole représentant l'articulation postérieure pour figurer un son réel de la parole. Les clics bilabiaux attestés comprennent :
- [k͡ʘ] ou [ʘ͡k] clic bilabial vélaire sourd (peut aussi être aspiré, éjectif, affriqué, etc.)
- [g͡ʘ] ou [ʘ͡g] clic bilabial vélaire voisé (peut aussi être soufflé, affriqué, etc.)
- [ŋ͡ʘ] ou [ʘ͡ŋ] clic bilabial vélaire nasal (peut aussi être sourd, aspiré, etc.)
- [q͡ʘ] ou [ʘ͡q] clic bilabial uvulaire sourd
- [ɢ͡ʘ] ou [ʘ͡ɢ] clic bilabial uvulaire voisé (généralement prénasalisé)
- [ɴ͡ʘ] ou [ʘ͡ɴ] clic bilabial uvulaire nasal

Le damin (en) possède également un clic égressif bilabial [k͡ʘ↑], le seul attesté au monde.
Le tchip est également considéré comme un clic bilabial.

## Caractéristiques
Voici les caractéristiques d'une consonne à clic bilabiale :
- Son mode d'articulation est à clic, ce qui signifie qu'elle est produite grâce à l'air emprisonné entre deux points d'occlusion (antérieur et postérieur) de la cavité orale, mis en dépression par un mouvement rapide de la langue, puis libéré au point d'occlusion antérieur, donnant ainsi naissance à un phénomène d'implosion ressemblant à un claquement.
- Son point d’articulation antérieur est bilabial, ce qui signifie que la libération de l'air est effectuée par les deux lèvres, donnant naissance à un son plus proche d'une consonne affriquée que d'une occlusive.
- Son point d’articulation postérieur peut être soit vélaire (partie antérieure de la langue contre le palais mou) soit uvulaire (dos de la langue contre ou près de la luette).
- Elle peut être soit orale soit nasale, ce qui signifie que l'air peut s’échapper par la bouche ou par le nez.
- C'est une consonne centrale, ce qui signifie qu’elle est produite en laissant l'air passer au-dessus du milieu de la langue, plutôt que par les côtés.
- Son mécanisme de courant d'air est le plus souvent ingressif vélaire, ce qui signifie qu'elle est produite par un déplacement de l'air dans la bouche sous l'action de la langue, et non par un flux glottal ou pulmonaire. Dans le cas particulier du clic égressif damin (en), l'air est projeté violemment entre les lèvres sous la pression de la langue.

Le son des consonnes à clic bilabiales est parfois décrit de façon erronée comme celui d'un baiser : les lèvres étant placées comme pour un [p] (ce ne sont pas des consonnes labialisées), leur son est plus proche d'un claquement de lèvres.